# Irma Karvikko
Irma Helena Karvikko (Geburtsname: Irma Helena Blomqvist; * 29. September 1909 in Turku, Varsinais-Suomi, Großfürstentum Finnland, Russisches Kaiserreich; † 16. September 1994 ebenda) war eine finnische Politikerin der Nationalen Fortschrittspartei KEP (Kansallinen Edistyspuolue), der Volkspartei Finnlands KP/FP (Suomen Kansanpuolue/Finska Folkpartiet) sowie zuletzt der Liberalen Volkspartei LKP/LFP (Liberaalinen Kansanpuolue/Liberala Folkpartiet), die zwischen 1948 und 1958 erstmals Abgeordnete des Parlaments sowie 1957 Sozialministerin war. Sie war von 1962 bis 1970 abermals Mitglied des Parlaments.

## Leben
Irma Helena Blomqvist, Tochter des Installateurs Olof Werner Blomqvist und Anna Aleksandra Aaltonen, begann nach dem Besuch einer Grundschule in den USA 1931 ein Studium der Philosophie, das sie 1935 mit einem Bachelor of Philosophy beendete. Noch während des Studiums heiratete sie 1933 und nahm daraufhin den Familiennamen Karvikko an. Ein postgraduales Studium der Philosophie schloss sie ebenfalls 1935 mit einem Master of Philosophy ab. 1937 begann sie ihre berufliche Laufbahn als Journalistin bei der Tageszeitung Turun Sanomat, für die sie von 1948 bis 1958 als freie Mitarbeiterin schrieb. 
Am 22. Juli 1948 wurde Irma Karvikko Nationalen Fortschrittspartei KEP (Kansallinen Edistyspuolue) erstmals Abgeordnete des Parlaments und vertrat dort bis zum 21. Juli 1958 den südlichen Teil von Turku. Sie gehörte zudem 1950, 1956, 1962 und 1968 als Mitglied dem Wahlmännergremium für die Wahl des Präsidenten der Republik Finnland an. Am 3. Februar 1951 trat sie der Volkspartei Finnlands KP/FP (Suomen Kansanpuolue/Finska Folkpartiet) bei, die aus dem Zusammenschluss der KEP und der Unabhängigen Mittelschicht (Itsenäinen Keskiluokka) entstanden war. Während ihrer Parlamentszugehörigkeit war sie unter anderem Mitglied des Bankenausschusses, des Bildungsausschusses, des Ausschusses für auswärtige Angelegenheiten und des Finanzausschusses. Innerhalb der Volkspartei war sie Vizepräsidentin der Partei sowie Vorsitzende des Frauenverbandes der Partei.
Am 17. November 1953 wurde Irma Karvikko im Kabinett Tuomioja Ministerin im Sozialministerium und bekleidete dieses Amt bis zum 4. Mai 1954. Im ersten Kabinett Sukselainen übernahm sie am 27. Mai 1957 den Posten der Sozialministerin und behielt diesen bis zum 1. September 1957, woraufhin Aino Malkamäki ihre Nachfolgerin wurde. Nach ihrem Ausscheiden aus dem Parlament war sie von 1958 bis 1962 Chefredakteurin der Zeitschrift Polttopiste.
Irma Karvikko wurde am 20. Februar 1962 für die Volkspartei Finnlands abermals zum Mitglied des Parlaments gewählt und vertrat dort bis zum 22. März 1970 wieder den südlichen Teil von Turku. Nachdem aus der Volkspartei und dem Liberalen Bund VL/FF (Vapaamielisten liitto/De Frisinnades Förbund) 1965 die Liberale Volkspartei LKP/LFP (Liberaalinen Kansanpuolue/Liberala Folkpartiet) entstanden war, trat sie dieser bei und war zeitweise Vorsitzende der LKP/LFP-Fraktion im Parlament sowie Vorsitzende des Frauenverbandes der Partei. Des Weiteren war sie Mitglied des Aufsichtsrates der öffentlich-rechtlichen Rundfunkanstalt Yleisradio sowie Mitglied des Vorstandes der nach dem früheren Staatspräsidenten Kaarlo Juho Ståhlberg benannten K. J. Ståhlberg-Stiftung.